# Пинеда де Мар
Пинеда де Мар (шп. Pineda de Mar) град је у Шпанији у аутономној заједници Каталонија у покрајини Барселона. Према процени из 2017. у граду је живело 26 240 становника.

## Становништво
Према процени, у граду је 2017. живело 26 240 становника.
| 2017.  |
| ------ |
| 26.240 |

## Партнерски градови
- Фронтињан
- Арл сир Теш